# Enric Soler i Godes
Enric Soler i Godes (Castelló de la Plana, 1903 - València, 1993) va ser un escriptor i pedagog valencià.

## Biografia
Enric Soler i Godes va nàixer a Castelló el 5 de març de 1903, a un ambient intel·lectual, el seu pare era mestre, i la família posseïa una impremta i una llibreria. Gràcies a aquest ambient va adquirir un alt nivell cultural que el va influir a tota la seua obra. De fet va començar la seua carrera periodística amb tan sols 14 anys a Castelló de la Plana, al diari La Provincia Nueva. Va estudiar magisteri a l'Escola Normal de Tarragona, on va ser deixeble de Pompeu Fabra. L'any 1923 va aprovar les oposicions a mestre i va començar el seu treball l'escola del districte de Chantada, Lugo. Posteriorment va exercir de mestre a Ortells (Els Ports) i el 1930 va prendre possessió de la seua plaça a Sant Joan de Moró (La Plana Alta).
Va col·laborar amb diverses publicacions i diaris, entre les quals cal destacar El Mercantil Valenciano, Heraldo de Castellón i La Publicitat de Barcelona, Mirador, Destino, Tramontane, Pont Blau, La Nostra Revista, El Camí i Las Provincias En 1932 va ser un dels signants de les Normes de Castelló, base de la normativa del valencià actual. També va ser president de la secció de literatura de Lo Rat Penat, així com membre de l'Associació Protectora de l'Ensenyança Valenciana i de l'Associació de Mestres Valencianistes.
Després de la guerra civil espanyola, i com a conseqüència d'haver pres part al bàndol republicà, fou sotmès a un consell de guerra el 1940, del qual en fou absolt, però fou sancionat a separació de dos anys de la seva professió i traslladat cinc anys fora de la província de Castelló. Va romandre aquest temps a Cantàbria, estudiant la correspondència entre Marcelino Menéndez Pelayo amb Teodor Llorente i Olivares. El 1945 va tornar i el 1949 ajudà Carles Salvador a engegar la secció filològica de Lo Rat Penat. En tornar al País Valencià, al desembre de 1946, obtindria plaça de mestre al poble de Benifaió, a l'Escola Santa Bàrbara, on va exercir fins a la seua jubilació el 1968.
Va morir a València l'any 1993.

## Obra
Enric Soler i Godes va desenvolupar una intensa tasca literària. Les seues obres estan relacionades amb temes molt diversos: biografia, història, folklore i tradicions... Va col·laborar des de ben jove a la premsa local de l'època. Posteriorment va publicar els seus articles també en almanacs, anuaris fallers, revistes literàries i pedagògiques d'àmbit nacional, entre d'altres. Va escriure també diversos llibres, tres dels quals estaven dedicats a la poesia.

### Obra pedagògica
El 1932, Enric Soler i Godes va assistir a l'Escola d'Estiu de Barcelona, la qual cosa el va posar en contacte amb l'avantguarda pedagògica del moment, especialment amb les tècniques Freinet. Influït per aquestes tècniques i per les teories de l'Escola Nova, intentà transformar els mètodes pedagògics imperants en un de nou, caracteritzar per l'ensenyança participativa dels alumnes, la difusió de l'educació a tota la societat i el foment del coneixement de l'entorn i la llengua pròpia. És considerat precursor del moviment de renovació pedagògica a terres valencianes.
Soler i Godes va aplicar aquesta tècnica a l'escola de Sant Joan De Moró. Els alumnes creaven textos on reflectien experiències i fets personals de la seua vida, els quals eren impresos i publicats a una revista infantil. El resultat va ser la revista Sembra (1936-1939) que constitueix un dels trets d'identitat de l'obra pedagògica de Soler i Godes.
Soler i Godes va formar part d'una generació que va posar en l'agenda del valencianisme i el progressisme la qüestió de la renovació pedagògica, especialment als anys de la República, i alhora van introduir a l'aula noves tècniques i mètodes d'ensenyament de la llengua.

### Poesia
- 1933 I el cel és blau
- 1952 Bestioles: ni epigrames ni faules
- 1964 Cançons d'ahir i de demà

### Prosa
- 1953 Calendari Faller
- 1953 Valencians a Mèxic
- 1960 Bio-bibliografia de Francesc Almela i Vives
- 1960 Els primers periòdics valencians
- 1966 Els valencians pintats per ells mateixos
- 1970 Notes d'un cronista
- 1971 Crònica del primer Congrés d'Història del País Valencià
- 1974 Llegir i escriure (beceroles valencianes)
- 1974 Carlos Sarthou Carreres, bibliografía castellonense
- 1978 Las Fallas de Valencia (1847-1977)
- 1981 Jaume I (1276-1876) Primer Centenari del seu traspàs

### Obra gràfica
Aquesta és l'activitat menys coneguda de Soler i Godes. Als 14 anys va començar a il·lustrar textos escolars, sent una de les seues primeres obres L'Enciclopedia Rápida escrita pel seu pare. Va participar en diverses revistes com a humorista gràfic. Feia vinyetes de caràcter popular i festiu, amb personatges de carrer, capellans, xiquets...

## Influència

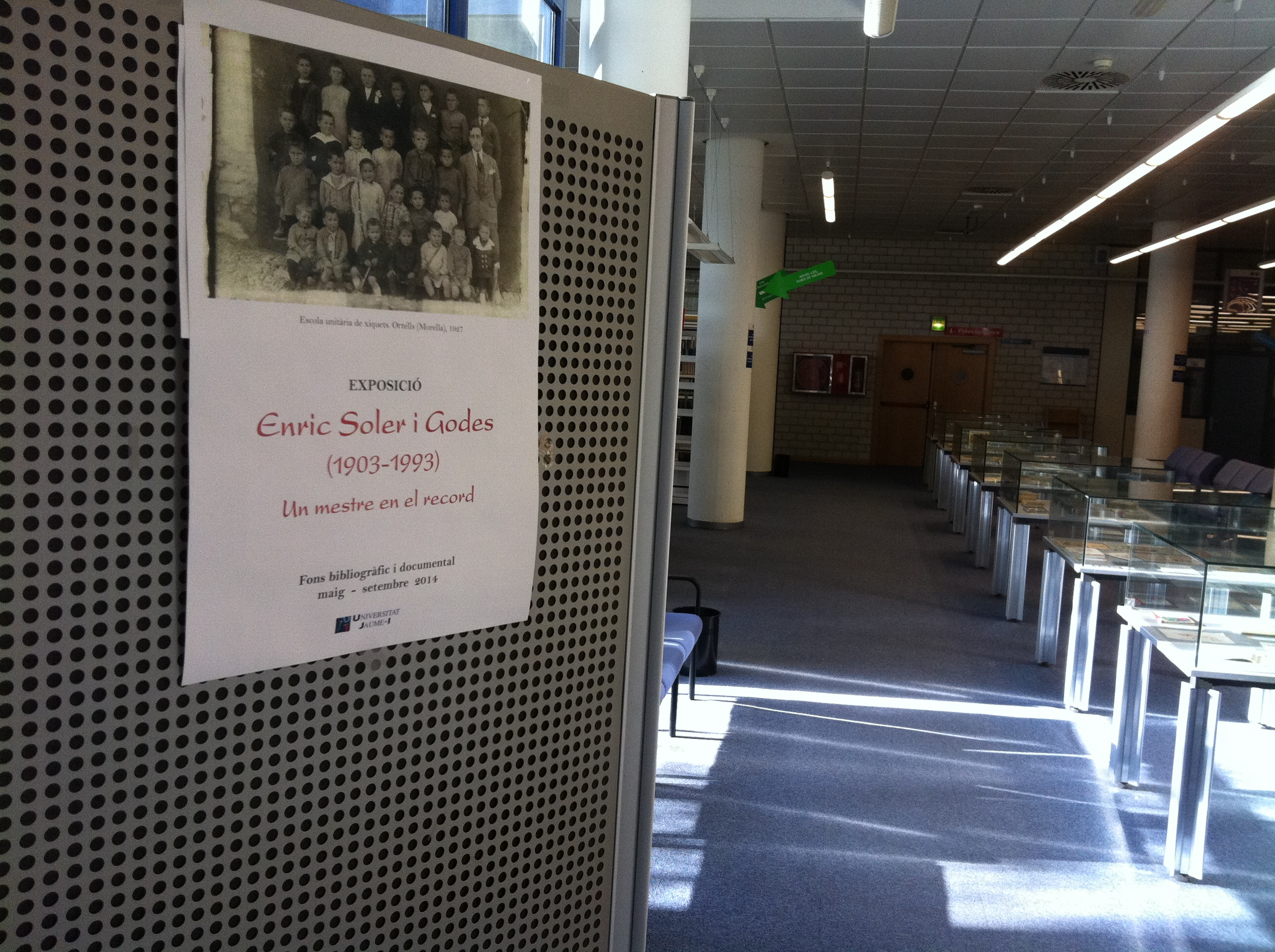
Exposició Enric Soler i Godes a la biblioteca de la UJI

A l'any 1999 es va fundar la Càtedra Fundació que porta el nom d'Enric Soler i Godes, l'objectiu de la qual és promoure les relacions entre tots els nivells de educatius i el foment de la investigació pedagògica, la innovació educativa i l'ensenyament del valencià. Ha estat creada amb el suport de la Diputació de Castelló, l'Ajuntament de Castelló de la Plana, la Universitat Jaume I i la família del mestre, i compta amb el patrimoni donat per la família del mestre i pel Moviment de Cooperatives de l'Escola Popular Valenciana, integrat per llibres que el mateix Soler i Godes va imprimir en la seua impremta manual, per obres valencianes, de la resta d'Espanya i de Sud-amèrica, que van usar aquest aparell per reproduir-se, i per la seua biblioteca particular sobre temes educatius. Aquest legat es troba al fons de la Biblioteca universitària de la UJI, la qual es compromet a difondre i posar-los a disposició dels investigadors i de les investigadores.
Podem observar la seva influència també en els premis que porten el seu nom.
- Premi Soler i Godes al millor article d'un llibret de falla, que concedeix la Federació de Lletres Falleres.
- Premi Enric Soler i Godes a la innovació educativa que lliura la càtedra Soler i Godes